# Coproptilia
Coproptilia é um gênero de traça pertencente à família Agonoxenidae.